# Morschwiller
Morschwiller es una localidad y comuna francesa, situada en el departamento de Bajo Rin en la región de Alsacia.
Limita al noreste con Dauendorf, al este con Uhlwiller, al sureste con Huttendorf, al oeste con Grassendorf y Ringeldorf y al norte con Pfaffenhoffen y Niedermodern.

## Demografía
| 366 | 368 | 392 | 388 | 395 | 459 |
| Para los censos de 1962 a 1999 la población legal corresponde a la población sin duplicidades (Fuente: INSEE [Consultar]) |     |     |     |     |     |

## Patrimonio
- Iglesia de Saint-Étienne (1840)
- Chapilla de Saint-Ulrich (1832)